# Canarsie Yard

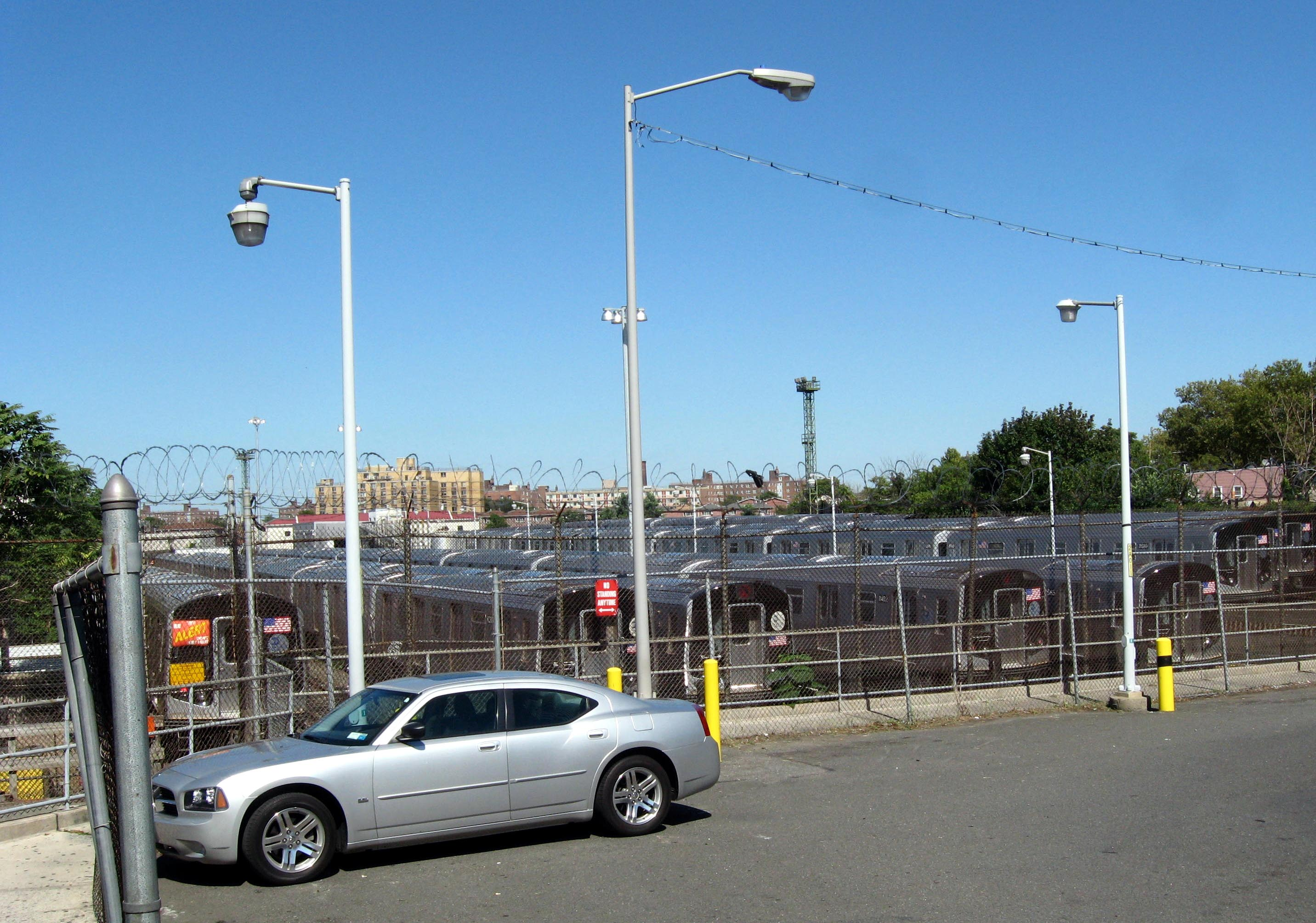
South end.

Canarsie Yard (también conocido como AY Yard por sus letras telegráficas) es un patio de maniobras de la BMT Eastern Division del Metro de Nueva York. Es el principal patio de almacenaje de los trenes del servicio . Tiene el único lava-carros de toda la división BMT, y se encarga de lavar los trenes de los servicios J, L, M y Z. A comienzos del 2000, se instalaron señales en conjunto con el proyecto automatización de la línea Canarsie. Esto ayudó a mejorar la seguridad del sistema, ya que los trenes del servicio L son los que más incremento en pasajeros tienen en todo el sistema. 208 R143 del servicio L tienen su hogar aquí, al igual que los R160A. Se encuentra al este del extremo sur de la línea Canarsie.